# El Arroyo Colorado
El Arroyo Colorado es una localidad del estado mexicano de Michoacán. Es parte del municipio de Uruapan.

## Demografía
| Gráfica de evolución demográfica |
|                                  |

| Censo | Población |
| ----- | --------- |
| 1990  | 7         |
| 2000  | 817       |
| 2010  | 974       |
| 2020  | 1198      |